# 메달리온 (영화)
《메달리온》(중국어: 飛龍再生)/(영어: The Medallion)은 미국에서 제작된 진가상 감독의 2003년 액션, 코미디, 범죄, 판타지 영화이다. 성룡, 리 에반스, 클레어 폴라니가 주연으로 출연하였고 장견정이 제작에 참여하였다.
이 영화는 2003년 8월 15일 홍콩에서 극장 개봉하였으며 2003년 8월 22일 미국에서 트라이스타 픽처스에 의해 개봉되었다.

## 출연

### 주연
- 성룡 - 에디 양
- 리 에반스 - 왓슨
- 클레어 폴라니 - 니콜
- 줄리안 샌즈 - 스네이크 헤드
- 존 라이스 데이비스 - 스미시

### 조연
- 황추생 - 레스터
- 종려시 - 샬롯

## 기타
- Line PD: 릭 네이단슨
- 공동제작: 수 룽 팀 쿽
- 공동제작: 양봉영
- 미술: 조셉 C. 네멕 3세
- 의상: 그레이니아 프레스턴
- 무술연출: 홍금보
- 배역: 레오 데이비스

## 한국판 성우진(SBS) (2004년 9월 27일)
- 홍시호 - 에디 양(성룡)
- 우정신 - 니콜(클레어 폴라니)
- 이종혁 - 왓슨(리 에반스)
- 김서영 - 자이(알렉스 바오) / 샬롯(종려시)
- 온영삼 - 스미시(존 라이스 데이비스)
- 강연숙 - 전문가(모나 린)
- 정동열 - 서점 주인(유조명)
- 이병식 - 레스터(황추생)
- 민응식 - 스네이크 헤드(줄리언 샌즈)
- 박형욱 - 인터폴 요원(네일리 콘로이) / 스네이크 헤드의 부하(니콜라 버윅)
- 김기철 - 스네이크 헤드의 부하(폴 안드레오브스키)
- 송준석 - 스네이크 헤드의 부하(요한 마이어스) / 에디의 동료(이문표)
- 안용욱 - 웨이터(사정봉) / 해양 경찰(황개삼)